# Monique Hirovanaa
Monique Hirovanaa (Auckland, 25 maggio 1966) è un'ex rugbista a 15 neozelandese, due volte campionessa del mondo con le Black Ferns nel 1998 e nel 2002, e giocatrice internazionale dell'anno nel 2002.

## Biografia
Hirovanaa debuttò in nazionale nel 1994 contro l'Australia.
In ragione del fatto che la Nuova Zelanda non disputò molti test match internazionali, si presentò alla Coppa del Mondo 1998 nei Paesi Bassi con solo 7 incontri alle spalle, tuttavia fu schierata in tutti gli appuntamenti del torneo vincendo il titolo per la prima volta, personale e di squadra.
Quattro anni più tardi partecipò alla sua seconda Coppa e contribuì in maniera decisiva alla vittoria con una meta marcata nella gara di finale contro l’Inghilterra vinto 19-9; l'incontro, che cadeva nel giorno del suo trentaseiesimo compleanno, fu anche l'ultimo di 24 apparizioni internazionali per le Black Ferns.
Alla fine della stagione fu assegnataria del premio di miglior giocatrice dell'anno da parte dell'International Rugby Football Board.

## Palmarès
- Coppe del mondo: 2
Nuova Zelanda: 1998, 2002